# Lepturgantes
Lepturgantes (лат.) — род усачей трибы Acanthocinini из подсемейства ламиин.

## Описание
Коренастые жуки с булавовидными бёдрам. От близких групп отличается следующими признаками: лоб широкий и умеренно выпуклый; глаза заметно длиннее щёк. Усики у обоих полов 12-члениковые. Переднегрудь поперечная или трапециевидная; стороны переднегруди у основания с развитым бугорком. Переднеспинка без бугорков. Передний и мезовентральный отростки узкие, пластинчатые. Надкрылья удлиненные, без прямостоячих или полусогнутых щетинок (присутствуют только на боковом крае); без киля или центрально-базального гребня.

## Классификация и распространение
В составе рода около 10 видов. Встречаются, в том числе, в Северной и Южной Америке.
- Lepturgantes candicans (Bates, 1863)
- Lepturgantes dilectus (Bates, 1863)
- Lepturgantes flavovittatus (Gilmour, 1959)
- Lepturgantes pacificus Gilmour, 1960
- Lepturgantes prolatus Monne & Monne, 2008[5]
- Lepturgantes septemlineatus Gilmour, 1960
- Lepturgantes seriatus Monné, 1988[6]
- Lepturgantes variegatus Gilmour, 1957